# 上托伊达农村居民点
上托伊达农村居民点（俄语：Верхнетойденское сельское поселение）是俄罗斯联邦沃罗涅日州安纳区所属的一个农村居民点。其下辖有4个居民点，行政中心为上托伊达。据2016年统计，该农村居民点的人口为1032人。